# Ambonesi
Gli ambonesi, conosciuti anche come moluccani meridionali, sono un gruppo etnico indonesiano di origine papuana-astronesiana.
Praticano per lo più la religione cristiana o quella islamica e provengonono dall'isola di Ambon alle Molucche, un arcipelago a est delle Sulawesi e a nord di Timor in Indonesia. La lingua predominante è il malese ambonese, chiamato anche semplicemente ambonese.
Si sviluppò come lingua franca delle Molucche centrale, ed è parlata in altre località delle Molucche come seconda lingua.
Un tipico villaggio ambonese è composto da circa 1 500 abitanti che vivono in case intessute con foglie di sago intrecciate o bambù con una fondazione in pietra. Coltivano nelle aree collinari circostanti.

## Galleria d'immagini

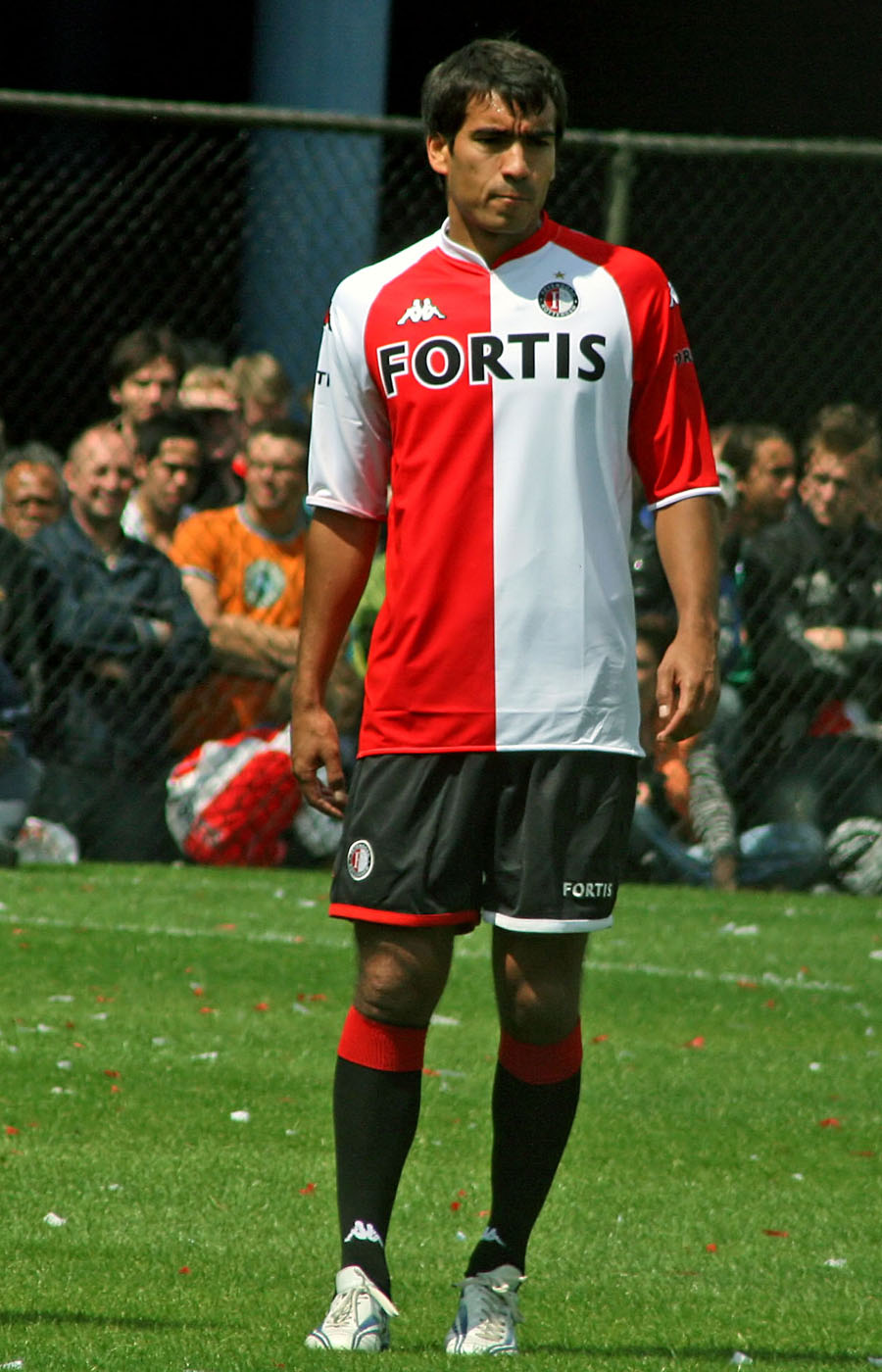
Giovanni van Bronckhorst
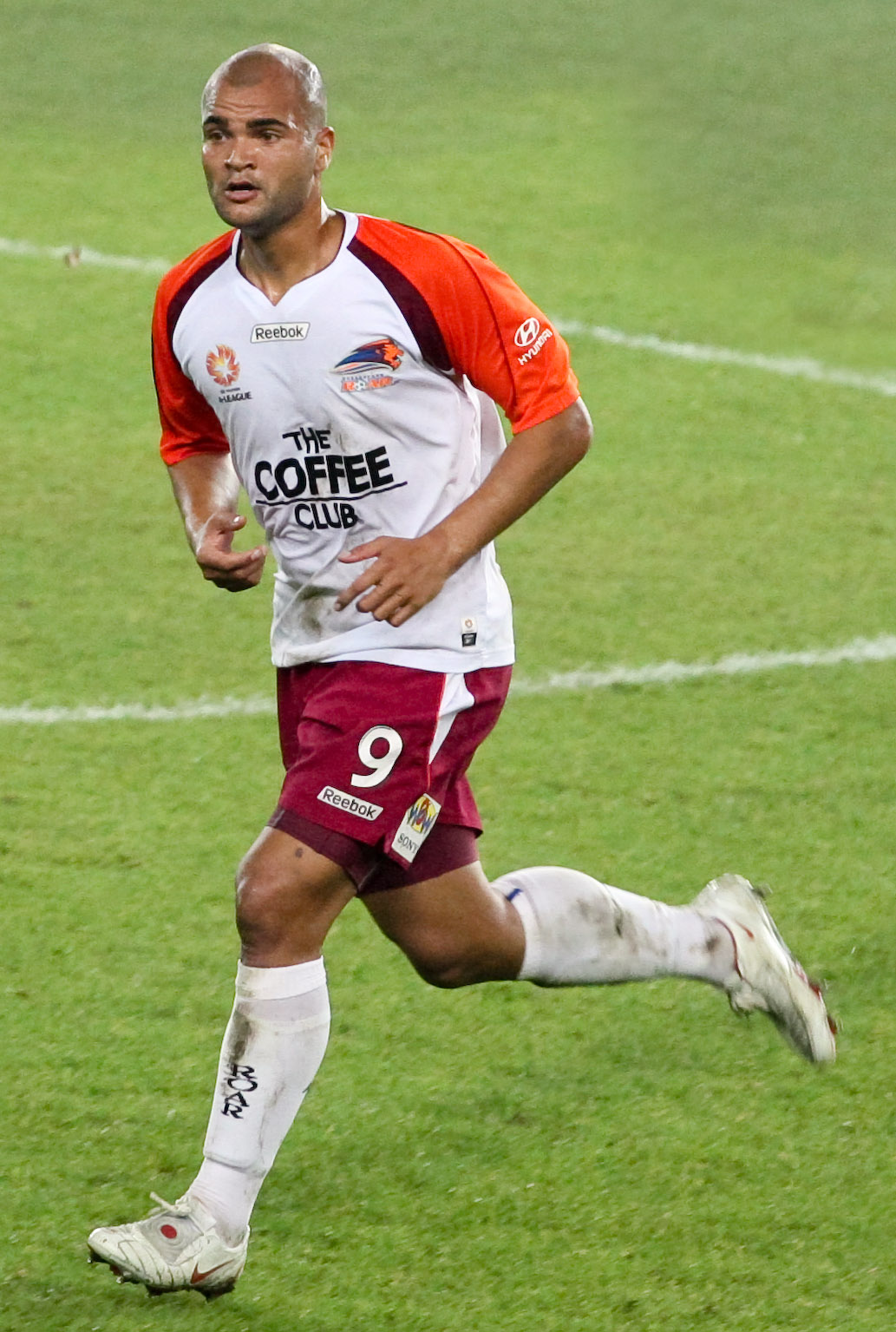
Sergio van Dijk
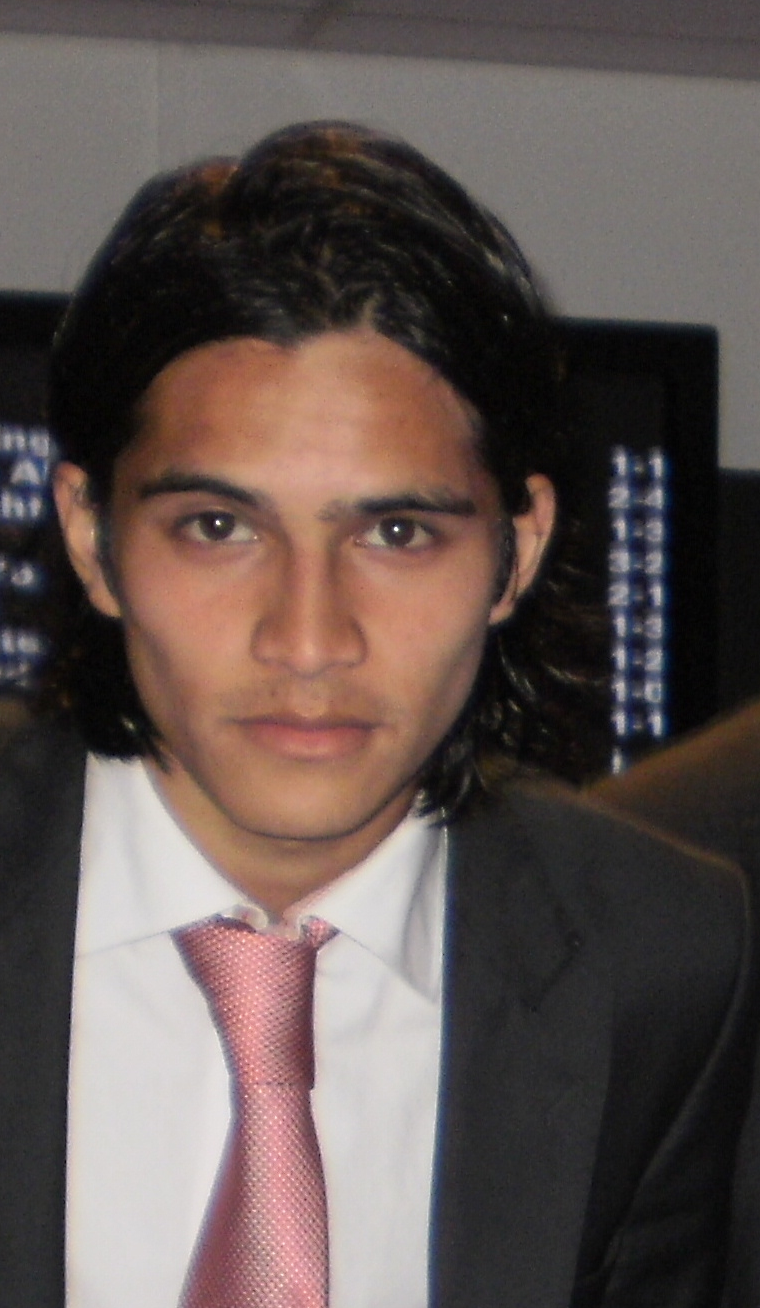
Navarone Foor
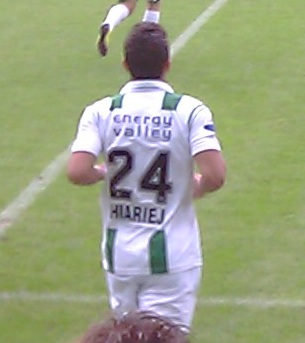
Tom Hiariej
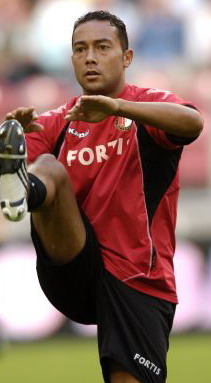
Denny Landzaat
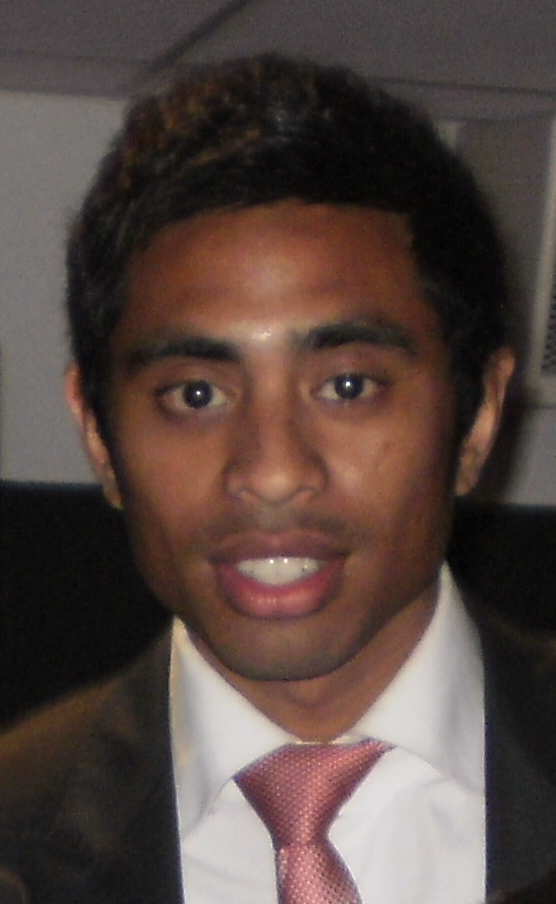
Cayfano Latupeirissa
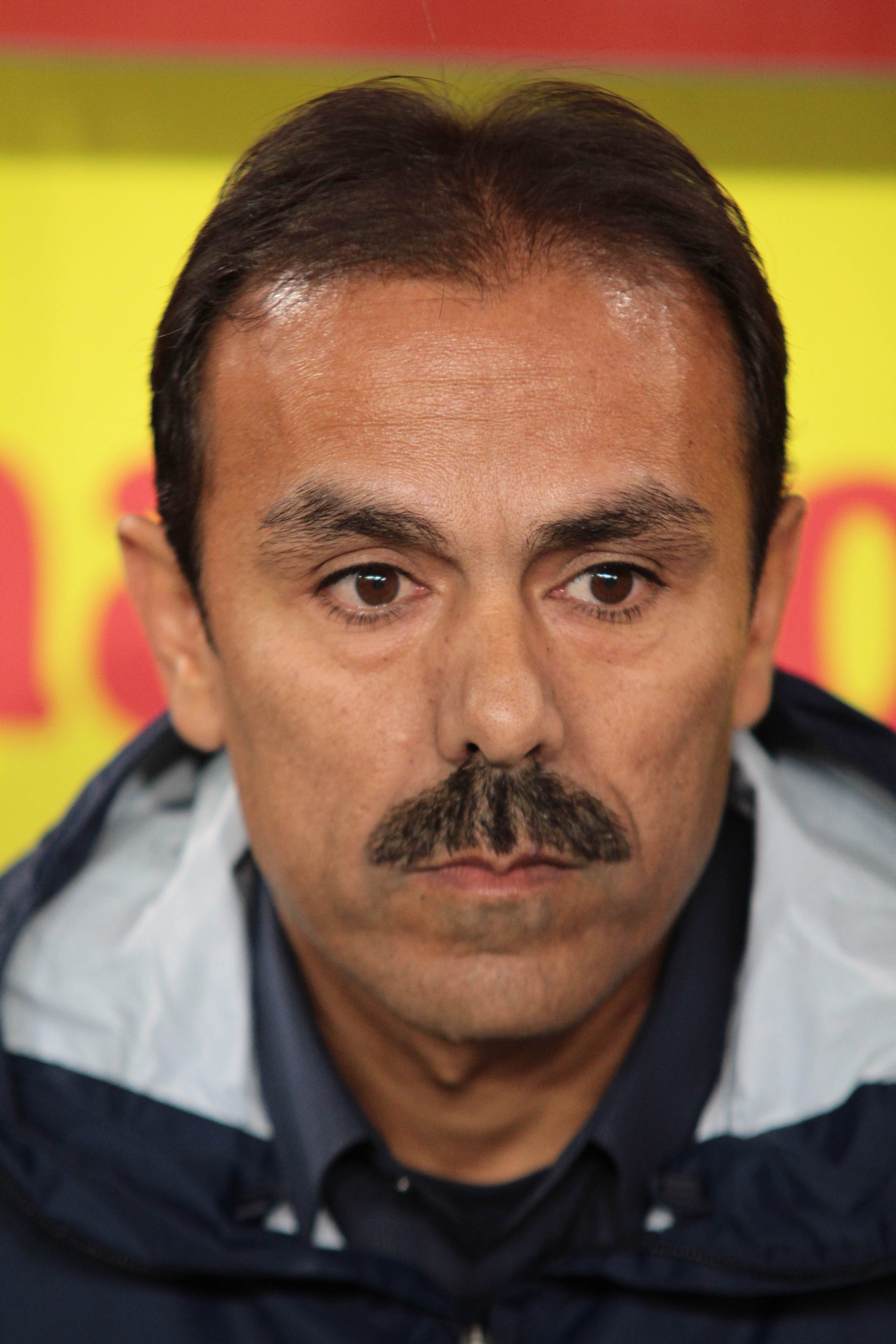
Jos Luhukay
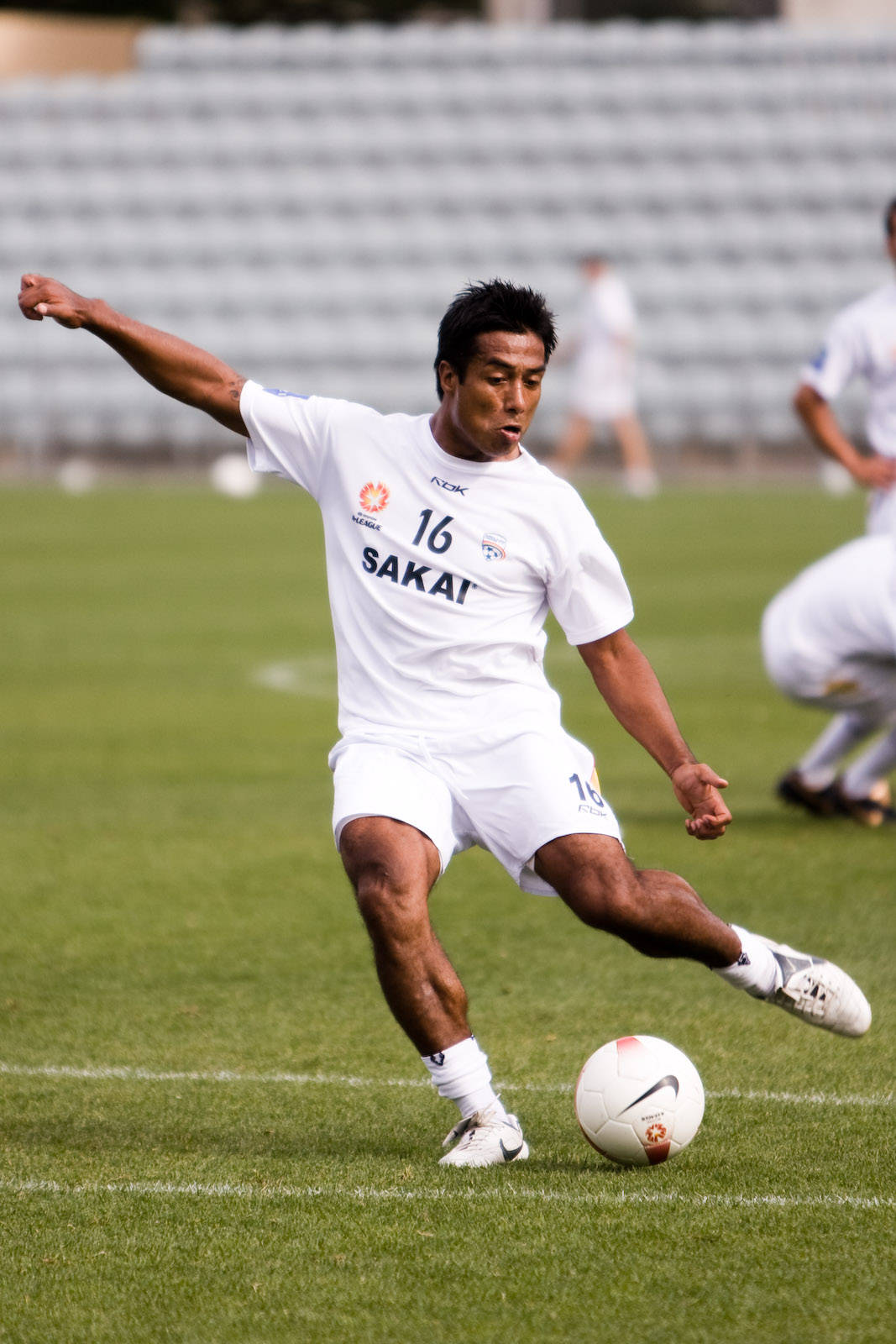
Bobby Petta
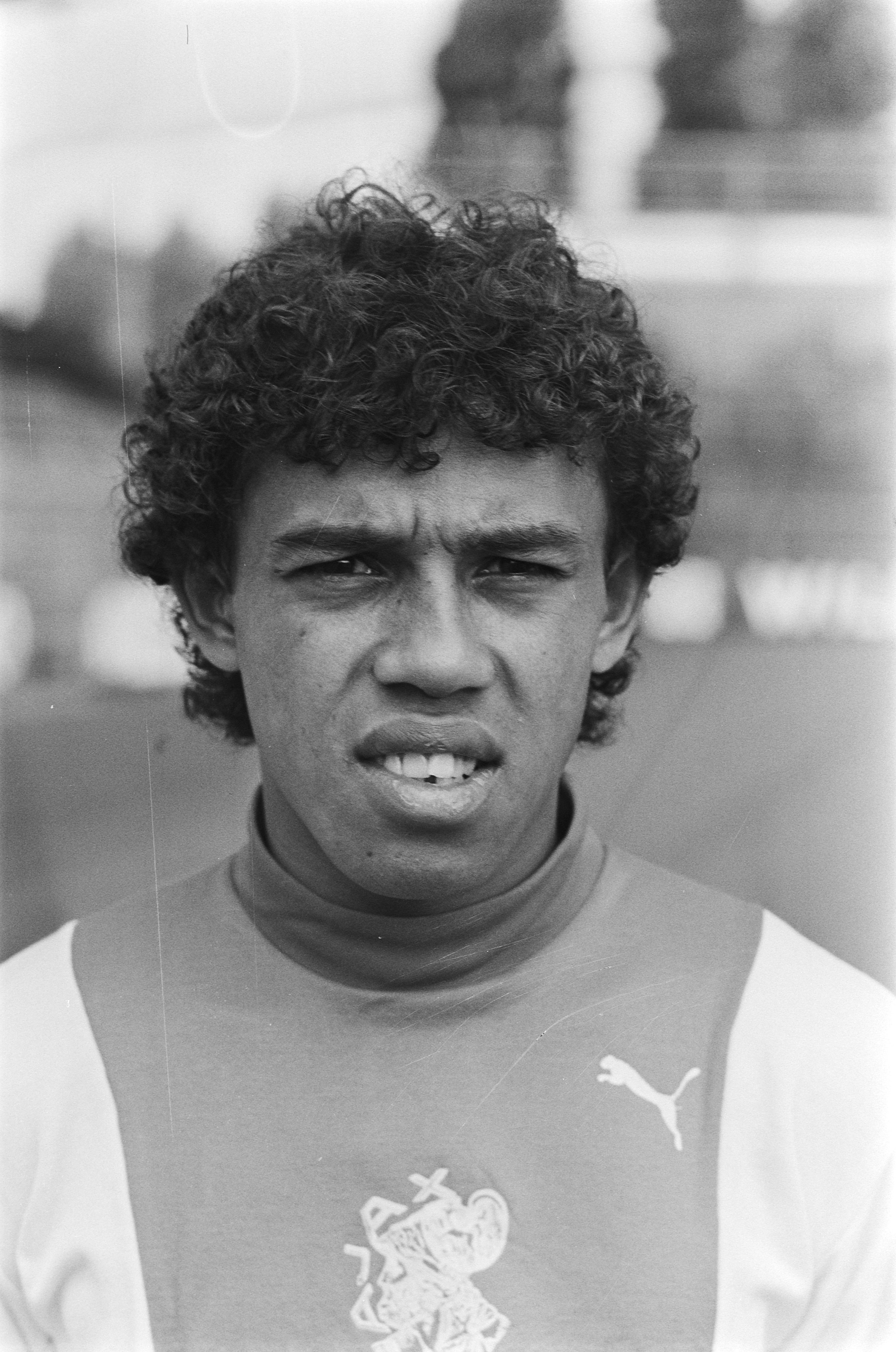
Simon Tahamata
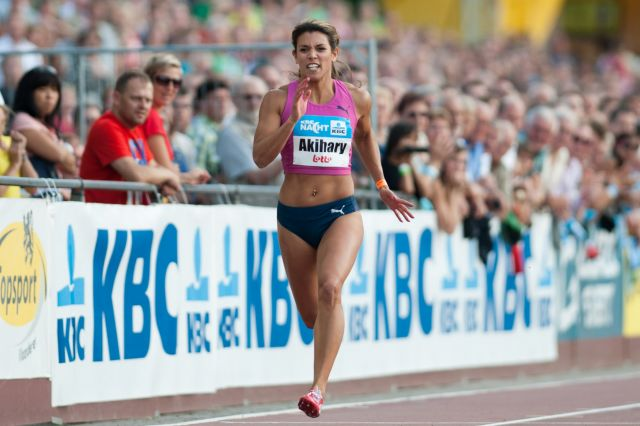
Esther Akihary
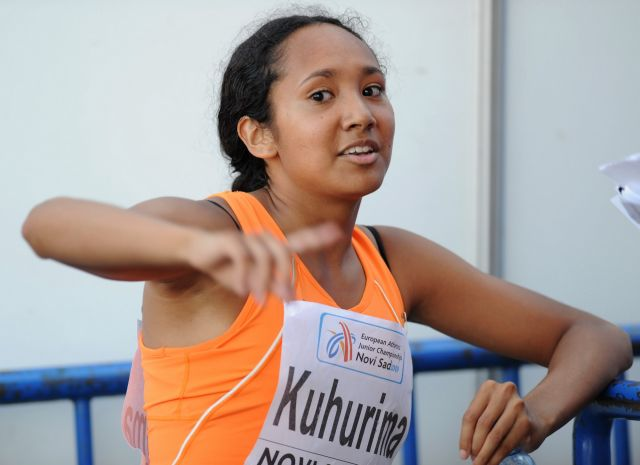
Loreanne Kuhurima
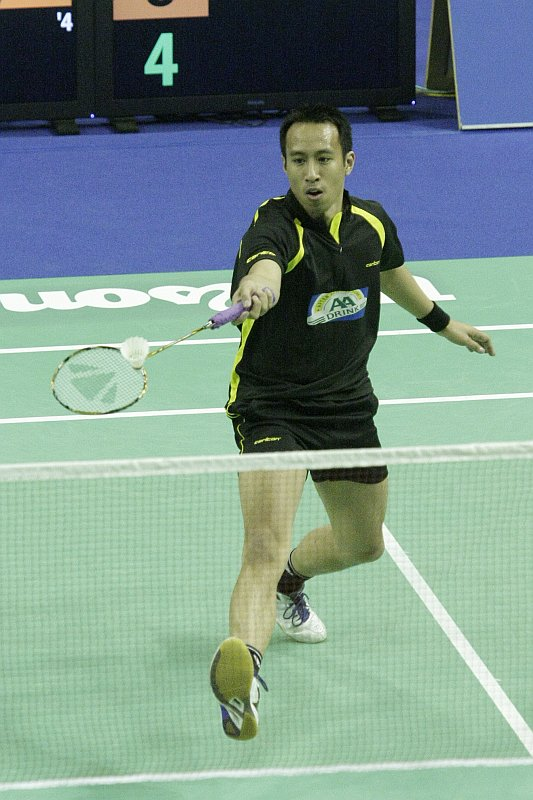
Dicky Palyama
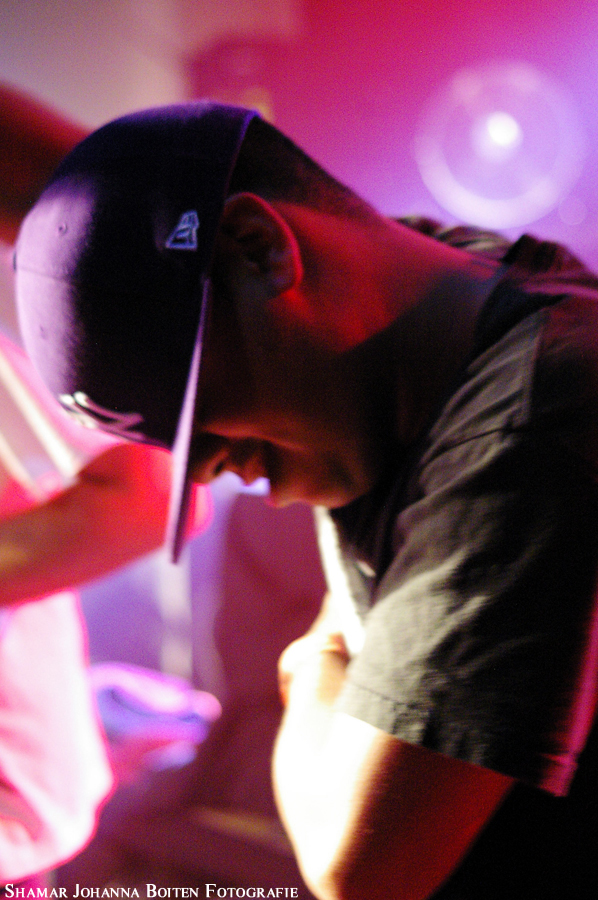
Jiggy Djé
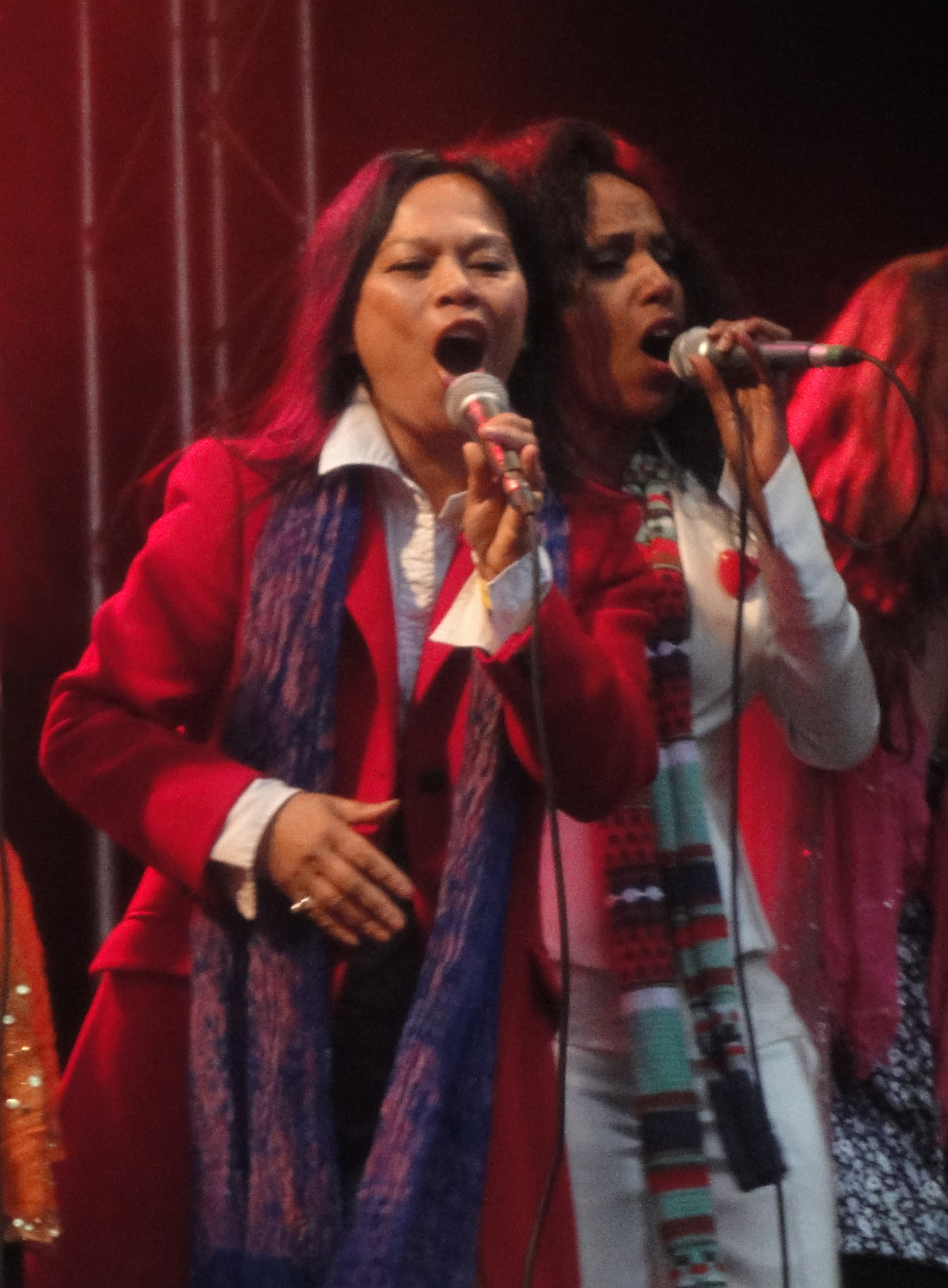
Julya Lo'ko
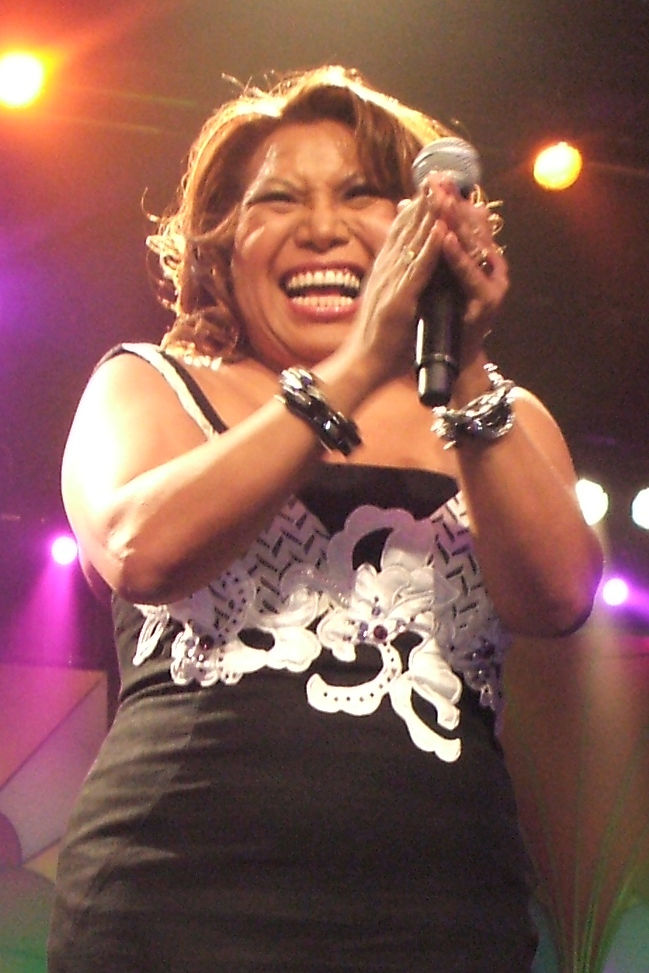
Justine Pelmelay
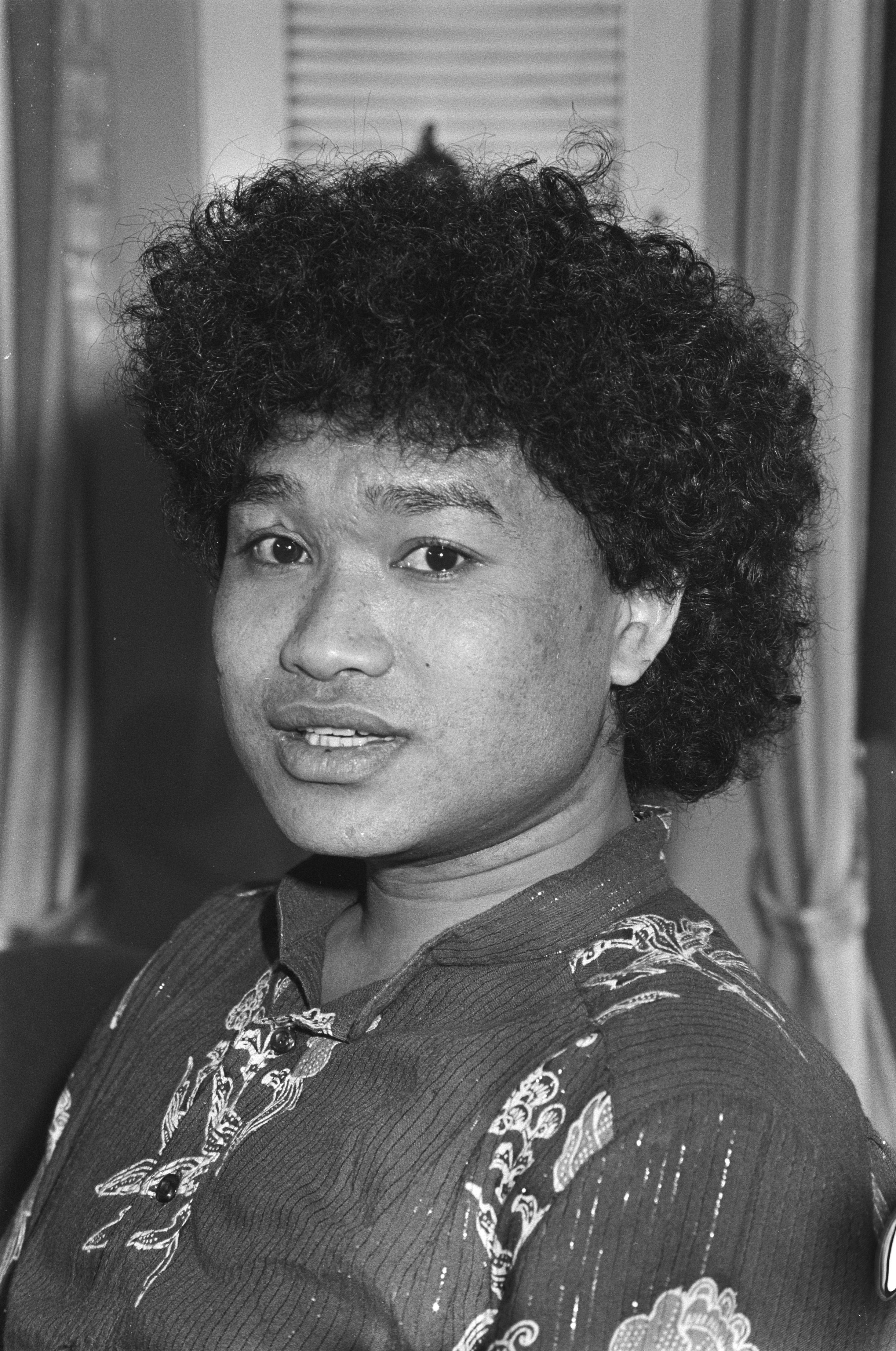
Daniel Sahuleka
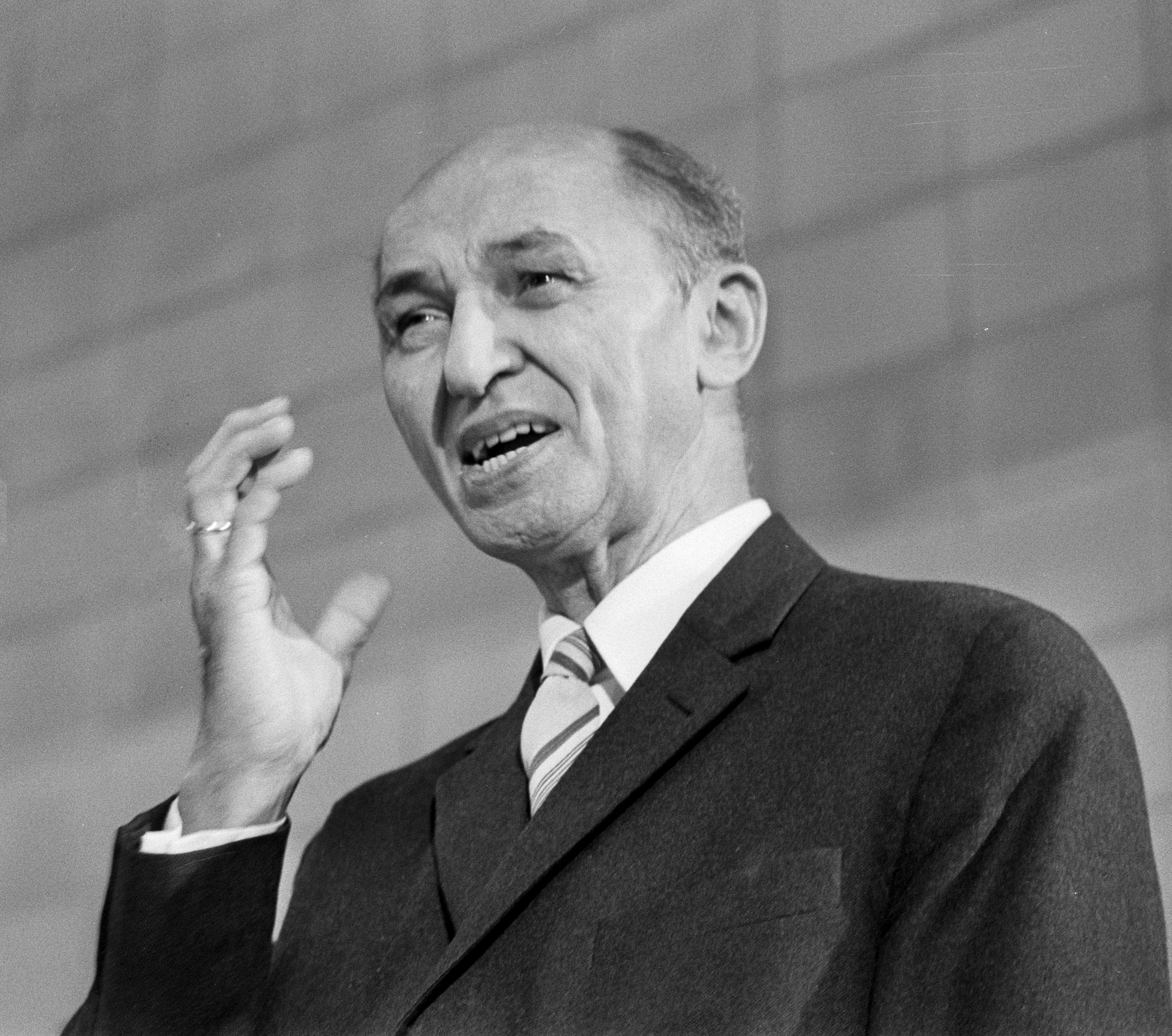
Johan Manusama